# Weriko Andżaparidze
Weriko (Viera Iłłarionowna) Andżaparidze (gruz. ვერიკო ანჯაფარიძე, ur. 23 września?/6 października 1900 w Kutaisi, zm. 30 stycznia 1987 w Tbilisi) – gruzińska i radziecka aktorka teatralna i filmowa, Ludowa Artystka ZSRR.

## Życiorys
Urodziła się w rodzinie notariusza. Uczyła się w Moskiewskim Studiu Dramatycznym S. Ajdarowa (1916-1917) i w studiu G. Dżabadari w Tbilisi (1918-1920), później do 1926 pracowała jako aktorka Teatru im. Sz. Rustawelego, a 1926-1928 grała w teatrze w Batumi i w Teatrze Robotniczym Tbilisi. Od 1928 była aktorką teatru w Kutaisi, a od 1930 w Tbilisi, 1932-1933 pracowała w Teatrze Realistycznym N. Ochłopkowa w Moskwie, a od 1933 w Teatrze im. Marzaniszwili. Zagrała m.in. rolę Kleopatry w Antoniuszu i Kleopatrze Szekspira (1951). Od 1923 grała w filmach, łącznie wystąpiła w ponad 30 filmach kinowych. Ważniejsze role zagrała w filmach: Saba Micheila Cziaurelego (1929), Dwudziestu sześciu komisarzy (1932), Arsen, Złota dolina (1937), Kadżana (1941), Giorgi Saakadze (1942), Keto i Kote (1948), Upadek Berlina, Szczęśliwe spotkanie (1949), Wielki wojownik Albanii Skanberbeg (1953), Mamluk (1958). 10 listopada 1950 otrzymała tytuł Ludowej Artystki ZSRR. W 1980 nadano jej honorowe obywatelstwo Tbilisi. Została pochowana na Panteonie Mtacminda. Jej mężem był reżyser, aktor i scenarzysta Micheil Cziaureli, a córką Sofiko Cziaureli, aktorka teatralna i filmowa.

## Odznaczenia i nagrody
- Medal Sierp i Młot Bohatera Pracy Socjalistycznej (21 września 1979)
- Order Lenina (czterokrotnie, 10 listopada 1950, 2 kwietnia 1966, 2 lipca 1971 i 21 września 1979)
- Order Czerwonego Sztandaru Pracy (trzykrotnie, 14 kwietnia 1944, 6 marca 1950 i 17 kwietnia 1958)
- Nagroda Stalinowska I klasy (1943)
- Nagroda Stalinowska I klasy (1946)
- Nagroda Stalinowska II klasy (1952)
- Nagroda Państwowa Gruzińskiej SRR im. K. Mardżaniszwili (1975)
- Nagroda Państwowa Gruzińskiej SRR im. Sz. Rustawelego (1979)
- Medal jubileuszowy „W upamiętnieniu 100-lecia urodzin Władimira Iljicza Lenina”
- Medal „Za wyzwolenie Warszawy”
- Medal „Za ofiarną pracę w Wielkiej Wojnie Ojczyźnianej 1941–1945”
- Medal „Weteran pracy”

## Upamiętnienie
W 1992 w brytyjskiej encyklopedii „Who is who?” wydanej w Londynie została zaliczona do 10 najwybitniejszych aktorek XX wieku.